# Alexandria Ocasio-Cortezová
Alexandria Ocasio-Cortezová (v médiích často zkracována na AOC, * 13. října 1989 New York) je americká politička a aktivistka. V roce 2018 byla za Demokratickou stranu zvolena do Sněmovny reprezentantů. Je členkou Demokratických socialistů Ameriky, organizace sdružující sociální demokraty a demokratické socialisty. Od konce 10. let 21. století je vnímána jako jedna z hlavních tváří progresivního hnutí ve Spojených státech.

## Život
Narodila se v newyorském Bronxu Blance Ocasio-Cortezové, která pochází z Portorika, a architektovi Sergiu Ocasiovi. Má mladšího bratra Gabriela. Po střední škole Yorktown High School (2003–2007) získala bakalářský titul na Yorktown High School Bostonské univerzity ve státě Massachusetts. Studium ukončila v roce 2011 s titulem v ekonomii[rozpor] a mezinárodních vztazích.[zdroj?]
Po promoci pracovala jako servírka a barmanka a pomáhala své matce financovat dům rodičů poté, co její otec zemřel na rakovinu. Angažovala se jako vychovatelka v neziskovém národním institutu pro Hispánce. Založila firmu Brook Avenue Press za účelem přiblížit literaturu dětem nejen z Bronxu.

### Politika
Během bostonského studia byla stážistkou senátora Teda Kennedyho pro oblast imigrace. V roce 2016 pracovala jako organizátorka prezidentské kampaně Bernieho Sanderse. V listopadu 2016 se politicky angažovala jako řečník v tehdejších aktuálních tématech (krize vodovodní sítě ve michiganském Flintu, nebo se podílela na protestu proti vedení Dakota Access Pipeline skrze indiánskou rezervaci, kdy na těchto místech diskutovala s obyvateli; zkušenosti ji utvrdily v tom, že má jít cestou politické kariéry).
V roce 2018 v primárkách k volbám do Sněmovny reprezentantů, v polovině prezidentského období, v newyorském 14. volební okrsku vyzvala tamního demokratického předsedu Josepha Crowleyho, etablovaného politického veterána, který byl v minulosti do této funkce zvolen desetkrát a od roku 2004 nebyl ani vyzýván k politickému klání o tuto pozici. Ocasio-Cortézová zvolila do svého politického programu body jako:
- zdravotní péče pro všechny,
- garance zaměstnání,
- bezstipendiové, veřejně financované vysokoškolské vzdělání,
- konec privatizace vězeňského sektoru,
- základní regulace prodeje střelných zbraní,
- konec neomezenému financování politických kampaní.

Ocasio-Cortézová je také pro přeuspořádání imigrační policie ICE, resp. její rozdělení mezi imigrační úředníky, specializované policisty a právo-vynucující složky; trestní stíhání Donalda Trumpa (za porušení Ústavy USA, článku I, sekce 9, klauzule 8) a je jedna z mála amerických politiků, kteří otevřeně kritizují politiku Benjamina Netanjahua vůči Palestině.
Financování její kampaně byla ze 75 % skrze malé finanční dary od jednotlivců (oproti pouze 1 % od Crowleyho) včetně zásadního odmítnutí velkých finančních darů od politických výborů (PAC), think-tanků, zájmových skupin a korporací. Ocasio-Cortézová na kampaň vybrala 194 tisíc dolarů. Crowley vybral na kampaň 3,4 milionu a během kampaně získal podporu od guvernéra státu New York, desítek politiků na celonárodní i lokální úrovni, desítek obchodních subjektů a organizací.
Ocasio-Cortézová byla až do samotného konce kampaně médii opomíjena, podporována byla pouze několika progresivními skupinami jako MoveOn, Justice Democrats, Brand New Congress, Black Lives Matter a Democracy for America. Dne 26. června 2018 nad Crowleym vyhrála s převahou téměř 15 % hlasů. Časopis Time událost popsal jako největší překvapivé vítězství primárních voleb.
V samotné hlavní volbě 6. listopadu 2018 Ocasio-Cortézová přesvědčivě porazila republikánského soupeře, profesora Anthony Pappase, a stala se tak historicky nejmladší ženou v Kongresu.

## Zajímavosti
- Je po ní pojmenován asteroid 23238 Ocasio-Cortez.